# Moravský kras
Moravský kras är en bergskedja i Tjeckien.   Den ligger i regionen Södra Mähren, i den östra delen av landet, 190 km sydost om huvudstaden Prag.